# Кассон (Міннесота)
Кассон (англ. Kasson) — місто (англ. city) в США, в окрузі Додж штату Міннесота. Населення — 6851 особа (2020).

## Географія
Кассон розташований за координатами 44°1′58″ пн. ш. 92°44′55″ зх. д. / 44.03278° пн. ш. 92.74861° зх. д. (44.032702, -92.748524).  За даними Бюро перепису населення США в 2010 році місто мало площу 7,77 км², уся площа — суходіл.

## Демографія
Згідно з переписом 2010 року, у місті мешкала 5931 особа в 2224 домогосподарствах у складі 1569 родин. Густота населення становила 764 особи/км².  Було 2340 помешкань (301/км²).
Расовий склад населення:
| - 96,0 % — білих - 0,5 % — азіатів - 0,4 % — чорних або афроамериканців - 0,3 % — корінних американців - 1,2 % — осіб інших рас |

До двох чи більше рас належало 1,6 %. Частка іспаномовних становила 4,2 % від усіх жителів.
За віковим діапазоном населення розподілялося таким чином: 31,3 % — особи молодші 18 років, 57,4 % — особи у віці 18—64 років, 11,3 % — особи у віці 65 років та старші. Медіана віку мешканця становила 33,1 року. На 100 осіб жіночої статі у місті припадало 94,7 чоловіків;  на 100 жінок у віці від 18 років та старших — 91,7 чоловіків також старших 18 років.
Середній дохід на одне домашнє господарство  становив 70 877 доларів США (медіана — 68 200), а середній дохід на одну сім'ю — 80 309 доларів (медіана — 74 655). За межею бідності перебувало 1,9 % осіб, у тому числі 0,6 % дітей у віці до 18 років та 2,3 % осіб у віці 65 років та старших.
Цивільне працевлаштоване населення становило 3297 осіб. Основні галузі зайнятості: освіта, охорона здоров'я та соціальна допомога — 42,2 %, виробництво — 13,7 %, роздрібна торгівля — 12,0 %.